# Zyklon-B (musikgrupp)
Zyklon-B var ett norsk black metal-band, som grundades 1994. Bandet bestod av medlemmar från olika black metal-band, inklusive Samoth från bandet Emperor. Zyklon-B släppte en EP, Blood Must Be Shed 1995.
Senare kom ett annat norsk band med namnet Zyklon, som också har Samoth som medlem. Detta band bör inte förväxlas med Zyklon-B. Övriga medlemmar i bandet var Ihsahn från Emperor, Frost från Satyricon och Aldrahn från Dødheimsgard.
Zyklon B är namnet på giftgasen nazisterna använde i koncentrationslägren, men bandet hävdade att namnet inte hade politisk betydelse.

## Medlemmar
Senaste kända medlemmar
- Frost (Kjetil-Vidar Haraldstad) – trummor (1995–1999)
- Samoth (Tomas Haugen) – gitarr, basgitarr (1995–1999)
- Ihsahn (Vegard Tveitan) – keyboard (1995–1999)
- Aldrahn (Bjørn Dencker Gjerde) – sång (1995–1999)

## Diskografi
EP
- 1995 – Blood Must Be Shed

Annat
- 1996 – Blood Must Be Shed / Wraths of Time (delad kassett: Zyklon-B / Swordmaster)
- 1999 – "Necrolust" / "Total Warfare" (delad 7" vinyl: Mayhem / Zyklon-B)